# بازی هایپرکژوال

نخستین بازی هایپرکژوال که محبوبیت زیادی به دست آورد فلپی برد بود.

بازی هایپرکژوال (به انگلیسی: Hyper-casual game) به گونه‌ای از بازی‌های ویدیویی تلفن همراه گفته می‌شود که غالباً آسان و معمولاً رایگان اند. این بازی‌ها عموماً رابط کاربری بسیار مینیمالیستی دارند. بازی‌های هایپرکژوال در سال ۲۰۱۷ توسط بازی‌سازانی چون کوالی، کچ‌اپ و وودو به محبوبیت رسیدند. این بازی‌ها را می‌توان به سرعت پس از دانلود و معمولاً بدون هیچ آموزش یا دستورالعملی بازی کرد. بازی‌های هایپرکژوال همچنین اغلب از طراحی دو بعدی با الگوی رنگی ساده بهره می‌برند و گیم‌پلی آسانی دارند که به سادگی آن‌ها می‌افزاید. گیم‌پلی این بازی‌ها معمولاً شامل حلقه‌های بی‌نهایت هستند که بازی را برای مدت زمان نامتناهی قابل بازی می‌کند و منجر به ماهیت اعتیادآور آن‌ها می‌شود. برخی چنین استدلال می‌کنند که هایپرکژوال بیشتر یک مدل کسب و کار است تا یک ژانر بازی. این بازی‌ها را اغلب می‌توان همزمان با انجام کار دیگری بازی کرد و به همین دلیل رابط کاربری ساده در آن‌ها ضروری است. به دلیل عدم وجود فروش قابل‌توجه درون بازی و دانلود 
رایگان، درآمد اکثر بازی‌های هایپرکژوال غالباً از طریق تبلیغات تحصیل می‌شود.
این تبلیغات غالباً به یکی از اشکال زیر است:
- ویدیوهای دارای پاداش (زمانی که این ویدیوهای تبلیغاتی تماشا شوند، بازیکن زمان اضافی، جان اضافی یا سایر جوایز درون بازی پاداش می‌گیرد)[۴]
- تبلیغات بنری (تبلیغاتی که در پایین صفحه کاربر ظاهر می‌شوند)[۴]
- تبلیغات بینابینی (تبلیغاتی که بین جلسات نمایش داده می‌شود)[۴]

## تاریخ
بازی‌های هایپرکژوال در سال ۲۰۱۷ در صنعت بازی‌های موبایلی مورد توجه قرار گرفتند، اما اغلب به عنوان ژانری شبیه به بازی‌های ویدیویی دهه ۱۹۷۰ میلادی دیده می‌شوند که فاقد طراحی با جزئیات یا گیم‌پلی پیچیده هستند. اولین بازی هایپرکژوالی که محبوبیت زیادی به دست آورد فلپی برد بود که بیش از ۵۰ میلیون دانلود بار دانلود شد و در زمان اوج روزانه حدود ۵۰۰۰۰ دلار درآمد کسب می‌کرد. از آن زمان، بازی‌های هایپرکژوال متعددی در صدر جدول‌های فروشگاه‌های بازی‌های موبایلی چون فروشگاه گوگل پلی و اپ استور نشسته‌اند. به گفته گروه ان‌پی‌دی، اکثر کاربران بازی‌های ویدیویی موبایلی در حین انجام کار دیگری بازی می‌کنند و به دلیل سادگی، بازی‌های هایپرکژوال در میان این کاربران محبوبیت فزاینده‌ای پیدا کرده‌است. در سال ۲۰۱۶، شرکت محبوب بازی‌سازی یوبی سافت کچ‌اپ را، که یکی از پیشگامان بازی‌های هایپرکژوال است، خریداری کرد. در سال ۲۰۱۷، گلدمن ساکس، ۲۰۰ میلیون دلار در شرکت بازی‌سازی هایپرکژوال وودو سرمایه‌گذاری کرد.
به گزارش آیرون سورس، بازی‌های هایپرکژوال ۱۰ مورد از ۱۵ بازی با بیشترین آمار دانلود را به خود اختصاص داده‌اند. در مصاحبه‌ای با آیرون سورس، میشکا کاتکف بنیانگذار شرکت دستراکشن آو فان جذابیت بازی‌های هایپرکژوال را اینگونه توصیف می‌کند:
«بازی‌های کژوال به‌سوی ویژگی‌های عمیق‌تر و میان‌هسته‌ای پیش می‌روند که این آنها را جذاب‌تر اما پیچیده‌تر می‌کند. این به نوبه خود، بخشی از بازار را برای تسلط بازی‌های هایپرکژوال خالی می‌کند – بازی‌هایی که شروع کردن آن‌ها آسان و سرگرم‌کننده باشد.»